# Demetrius McCray
Demetrius Charles McCray (Long Beach, 11 maggio 1991) è un giocatore di football americano statunitense che gioca nel ruolo di cornerback per i Jacksonville Jaguars della National Football League (NFL). Fu scelto nel corso del settimo giro (2010º assoluto) del Draft NFL 2013 dai Jaguars. Al college ha giocato a football all’Appalachian State University.

## Carriera professionistica

### Jacksonville Jaguars
McCray fu scelto nel corso del settimo giro del Draft 2013 dai Jacksonville Jaguars. Debuttò come professionista nella settimana 1 contro i Kansas City Chiefs. Nella settimana 3 contro i Seattle Seahawks disputò la prima gara come titolare mettendo a segno 5 tackle. La sua stagione da rookie si concluse con 16 presenze (1 come titolare), 12 tackle e 2 passaggi deviati. Nella successiva divenne stabilmente titolare, concludendo con 49 tackle e 3 passaggi deviati.

## Statistiche
| Partite totali      | 32 |
| Partite da titolare | 13 |
| Tackle              | 61 |
| Sack                | 0  |
| Intercetti          | 0  |

Statistiche aggiornate alla stagione 2014